# Poldo Bendandi
Leopoldo Bendandi (* 8. Juni 1920 in Ravenna; † 25. Dezember 1991) war ein italienischer Schauspieler.

## Leben
Bendandi zog mit seinen Eltern nach Cesena und ging nach dem Zweiten Weltkrieg in die Provinz Rom, wo er bis 1963 das Restaurant „Wimpsy's Grill“ in Fiorenzuola di Focara führte. Eher zufällig gelangte er zum Film und erhielt aufgrund seiner Physis – groß, glatzköpfig, pockennarbig – zwischen 1964 und 1973 in etwa fünfundzwanzig Filmen Rollen als Bösewicht; er arbeitete dabei mit Vittorio de Sica, Louis Malle und Sergio Leone, aber auch in preisgünstiger Genreware. Dabei spielte er auch in deutschen, tschechischen und spanischen Produktionen.

## Filmografie (Auswahl)
- 1964: Das Großmaul (I due evasi di Sing Sing)
- 1964: Wir, die Trottel vom Geheimdienst (002 agenti segretissimi)
- 1965: Sancho – dich küßt der Tod (Sette magnifiche pistole)
- 1965: Viva Maria! (Viva Maria!)
- 1966: Pan Tau – Wie alles begann (Pan Tau)
- 1966: Die Schatzinsel (Fernseh-Mehrteiler)
- 1967: Der doppelte Coup des Chamäleons (Colpo doppio del camaleonte d'oro)
- 1967: Das Dschungelmädchen (Gungala, la vergine della giungla)
- 1967: Jonny Madoc rechnet ab (Pecos è qui: prega e muori)
- 1967: Unbezähmbare Angélique (Angélique l'indomptable)
- 1968: Die tolldreisten Kerle vom Löschzug 34 (I 2 pompieri)
- 1970: Frau Wirtin bläst auch gern Trompete
- 1971: El más fabuloso golpe del Far West
- 1971: Käpt’n Rauhbein aus St. Pauli
- 1971: Todesmelodie (Giù la testa)
- 1972: Ein Halleluja für Spirito Santo (Un oomo avvisato mezzo ammazzato… Parola di Spirito Santo)
- 1972: Der Mann von La Mancha (Man of La Mancha)
- 1981: Der doppelte Held (Fracchia la belva umana)